# Des corps flottants
Des corps flottants, aussi appelé Traité des corps flottants ou encore À propos des corps flottants (grec ancien : Περὶ τῶν ἐπιπλεόντων σωμάτων, latin : De insenditibus aquae) est une œuvre originellement en deux volumes d'Archimède, mathématicien, physicien, et ingénieur de l'Antiquité. Écrite au départ en grec, elle n'a que partiellement survécu dans cette langue, son texte intégral étant connu par une traduction en latin médiéval. C'est la première œuvre connue sur la statique des fluides.
Le but de Des corps flottants I-II est de déterminer les positions que divers solides vont adopter en flottant dans un fluide, d'après leur forme et leur densité relative. L’œuvre est connue pour contenir le premier énoncé de ce qu'on appelle depuis le principe d'Archimède, sous forme de plusieurs propositions.

## Vue d'ensemble
Archimède rédige probablement cette œuvre vers la fin de sa vie alors qu'il vit dans la cité-état grecque de Syracuse, en Sicile, où il est connu comme mathématicien et concepteur de machines, dont certaines auraient servi à repousser les armées romaines pendant la Deuxième guerre punique. Le contenu novateur du Traité des corps flottants fait qu'Archimède est reconnu comme le fondateur de la statique des fluides. L'intérêt d'Archimède pour les conditions de stabilité des corps solides se retrouve aussi dans son étude des leviers et du centre de gravité dans De l’équilibre des figures planes, également en deux volumes.
Le livre I du Traité des corps flottants commence par un énoncé de la loi de flottabilité et se termine par la preuve qu'une section flottante d'une sphère homogène solide est toujours en équilibre stable quand sa base est parallèle à la surface du fluide. Le livre II étend l'étude d'Archimède de la section d'une sphère au cas d'un paraboloïde et contient de nombreux résultats sophistiqués. 

## Établissement du texte
Une traduction latine a été imprimée partiellement par Luca Gaurico en 1503, puis complètement en 1543 par Tartaglia, et dans une traduction plus claire par Commandin de Bologne en 1565. Ce texte contenait cependant des reformulations et des développements absents de l'original, de sorte qu'il demeurait un doute sur son authenticité. Il semblait se baser sur une traduction latine plus ancienne, probablement celle de 1269 due à Guillaume de Moerbecke. Un manuscrit retrouvé en 1881 à la bibliothèque vaticane contient ce texte de 1269, en latin médiéval reprenant des tournures typiquement grecques, qui semble donc proche du texte grec d'origine. C'est le texte complet le plus proche de l'original connu à ce jour. Un manuscrit arabe de 969, dû à Amed-ben-Mohammed-ben-Abd-Adjalil-Alsidjzî, et contenant uniquement les propositions du livre I sans les démonstrations, complétait cette connaissance. La découverte en 1906 du palimpseste d'Archimède est venue grandement améliorer notre connaissance de ce texte et confirmer son authenticité, puisqu'il contient une copie partielle en grec du Traité des corps flottants, probablement beaucoup plus proche de l'original, à côté de certains autres textes d'Archimède.

## Contenu

### Livre I
Dans la première partie du livre I, Archimède part du postulat d'un fluide incompressible et énonce une première hypothèse d'équilibre des fluides exprimée en termes de poussée verticale. On peut noter d'emblée qu'il ne définit à aucun moment la pression d'un fluide comme le fera bien plus tard Pascal. C'est cependant à partir de ce postulat qui, pour un lecteur d'aujourd'hui, peut sembler faible, qu'il prouve dans ses deux premières propositions que l'eau va adopter une forme sphérique autour d'un centre de gravité. On peut y voir une référence à la théorie grecque contemporaine que la Terre est ronde, qu'on trouve à la même époque par exemple chez Érathostène ; on sait d'ailleurs qu'Archimède correspondait avec les savants d'Alexandrie d’Égypte. Les fluides décrits par Archimède ne sont pas auto-gravitants, puisqu'il suppose l'existence d'un point vers lequel toutes les choses tombent dans le but de prouver la forme sphérique. 
Après avoir prouvé la rotondité de la Terre, cet ouvrage démontre plusieurs propositions liées au poids des objets plongés partiellement ou totalement dans un fluide. Il n'énonce pas de façon moderne l'expression de ce qu'on appelle aujourd'hui la Poussée d'Archimède comme une force verticale exercée par le fluide et égale en valeur au poids du volume de fluide déplacé ; en effet la manière de procéder d'Archimède n'est pas de proposer un principe unique suivi de corollaires. Cependant les propositions qu'il démontre géométriquement sont très proches conceptuellement de cette idée :
- « Proposition III : un solide de même volume et de même poids que le liquide dans lequel il est abandonné y enfoncera de façon à n’émerger nullement au-dessus de la surface, mais à ne pas descendre encore plus bas » ;
- « Proposition IV : aucun corps plus léger que le liquide où il est abandonné ne sera complètement immergé, mais restera en partie au-dessus de la surface du liquide » ;
- « Proposition V : un solide plus léger que le liquide dans lequel on l’abandonne s'y enfonce de telle façon qu’un volume de liquide égal à la partie immergée a le même poids que le solide entier » ;
- « Proposition VI : lorsqu’un corps est plus léger que le liquide où on l’enfonce et remonte à la surface, la force qui pousse en haut ce corps a pour mesure la quantité dont le poids d’un égal volume de liquide surpasse le poids même du corps » ;
- « Proposition VII : un corps plus lourd que le liquide où on l’abandonne descendra au fond et son poids, dans le liquide, diminuera d’une quantité mesurée par ce que pèse un volume de liquide égal à celui du corps. »

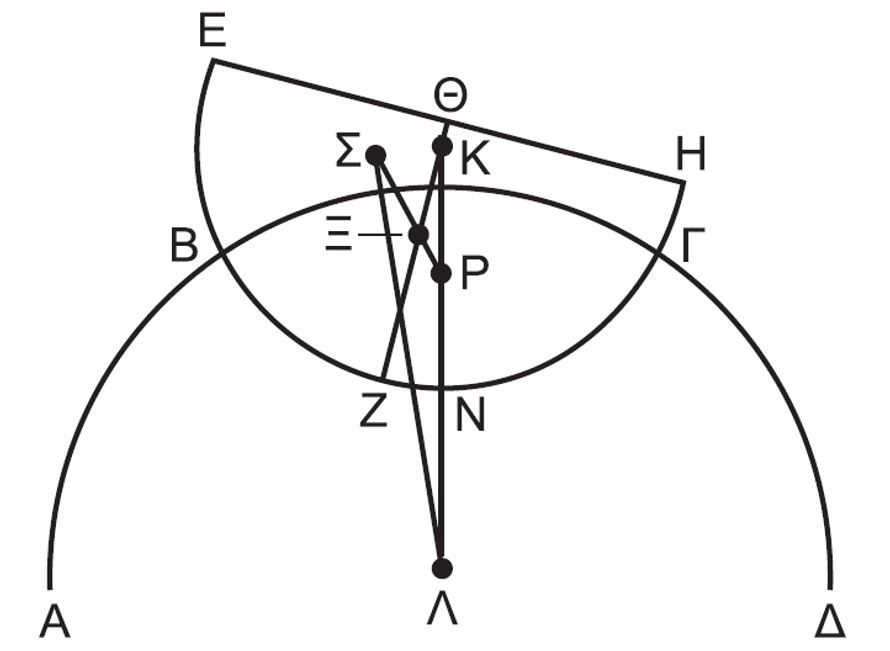
Diagramme illustrant la proposition VIII de Des Corps Flottants, livre I.

Archimède propose ensuite comme seconde hypothèse : « tout corps qui, plongé dans le liquide, remonte, est poussé en haut suivant la verticale qui passe par son centre de gravité. » La direction, le sens et le point d'application de ce qu'on appelle aujourd'hui la poussée d'Archimède sont donc énoncés, mais pas démontrés par Archimède. Il termine ce premier livre par deux propositions sur l'équilibre de sections de sphères plongées dans un liquide, et montre que leur axe doit être vertical.

### Livre II
Considéré comme une réussite mathématique inégalée dans l'Antiquité et rarement égalée jusqu'à la Renaissance tardive, le livre II du Traité des corps flottants contient une recension détaillée des positions d'équilibre stable de paraboloïdes de différentes formes et densités relatives flottants dans un fluide. Il est restreint au cas où la base du paraboloïde est entièrement au-dessus ou en-dessous de la surface du fluide. L'étude des paraboloïdes par Archimède était peut-être une idéalisation de la forme des coques des bateaux. Il montre aussi que certains paraboloïdes flottent avec leur base sous l'eau et leur sommet hors de l'eau, comme le font les icebergs.

## Postérité

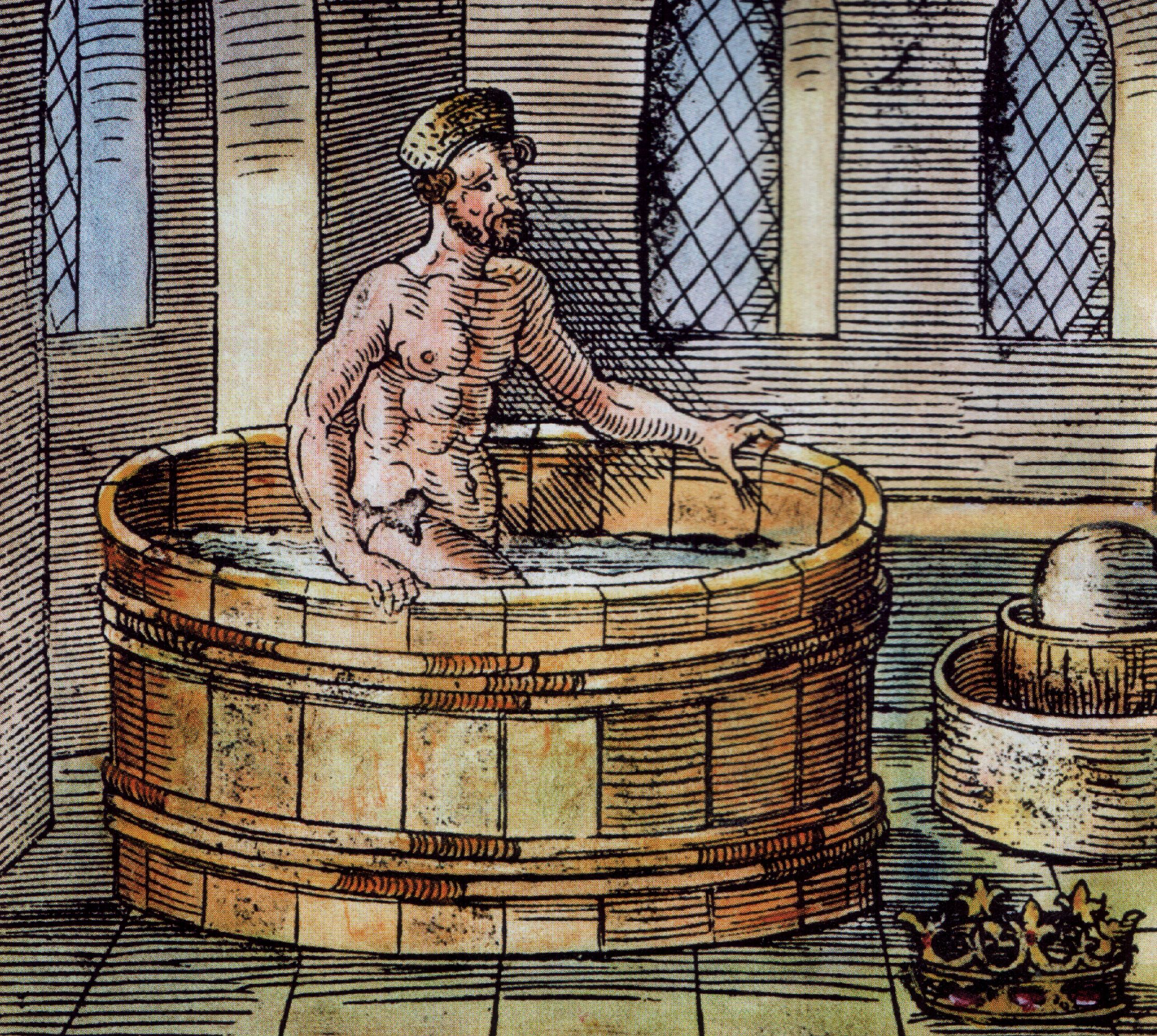
Gravure du XVIe siècle qui représente Archimède dans sa baignoire, pour illustrer le récit de Vitruve sur les circonstances des recherches sur les corps flottants.

Le texte grec était probablement connu des auteurs de l'Antiquité. C'est aux résultats publiés dans le livre I que Vitruve fait allusion dans De architectura quand il raconte l'anecdote de la pesée de la couronne du roi Hiéron, selon laquelle Archimède se serait écrié Eurêka en sortant de son bain.
Ce sont les versions du texte établies par Tartaglia et Commandin qui étaient connues des savants de la Renaissance tardive et c'est à partir de celles-ci qu'ils ont continué l’œuvre d'Archimède. Galilée a publié un traité en 1586 dans lequel il critique le récit de Vitruve et tente de concevoir une balance hydrostatique qu'il suppose avoir été celle d'Archimède. La même année 1586, Simon Stevin publie en néerlandais un traité dont le titre pourrait se traduire par Les principes de l'art de peser dans lequel il modernise et améliore les résultats d'Archimède. Enfin soixante ans plus tard Blaise Pascal continue ce travail et publie ses propres travaux d'hydrostatique entre 1647 et 1653. Le même Pascal rend encore hommage à Archimède dans ses Pensées publiées après sa mort : « Archimède sans éclat serait en même vénération. Il n’a pas donné des batailles pour les yeux, mais il a fourni à tous les esprits ses inventions. Ô qu’il a éclaté aux esprits ! »
Si les auteurs de l'Antiquité et de la Renaissance tardive ont surtout retenu de l'ouvrage l'idée de la Poussée d'Archimède qui découle des propositions du livre I, c'est le second livre de Des corps flottants qui est aujourd'hui considéré comme l'œuvre la plus mature d'Archimède. Le physicien Joseph Louis Lagrange écrivait à son sujet dans sa Mécanique analytique : « Ce Livre est un des plus beaux monuments du génie d’Archimède et renferme une théorie de la stabilité des corps flottants à laquelle les modernes ont peu ajouté » et l’helléniste Thomas Heath le qualifiait de « véritable tour de force qui doit être lu intégralement pour être correctement apprécié ».